# Tần Tháo công
Tần Tháo công (chữ Hán: 秦趮公, trị vì 442 TCN-429 TCN), hay Tần Táo công (秦躁公), là vị quân chủ thứ 23 của nước Tần - chư hầu nhà Chu trong lịch sử Trung Quốc.
Tần Tháo công là con của Tần Lệ Cung công, vua thứ 22 của nước Tần. Năm 442 TCN, Tần Lệ Cung công mất, Tần Tháo công lên nối ngôi.
Năm 441 TCN, các bộ tộc Nam Trịnh nổi dậy chống lại Tần Tháo công. Năm 430 TCN, quân Nghĩa Cừ đem quân đánh nước Tần.
Năm 430 TCN, vua nước Nghĩa Cừ mang quân tấn công nước Tần, tràn tới Vị Nam.
Năm 429 TCN, Tần Tháo công mất. Ông ở ngôi được 14 năm. Em là Tần Hoài công, bấy giờ đang làm con tin ở nước Tấn, được quân thần đón về lên ngôi quốc quân.